# Badnjak

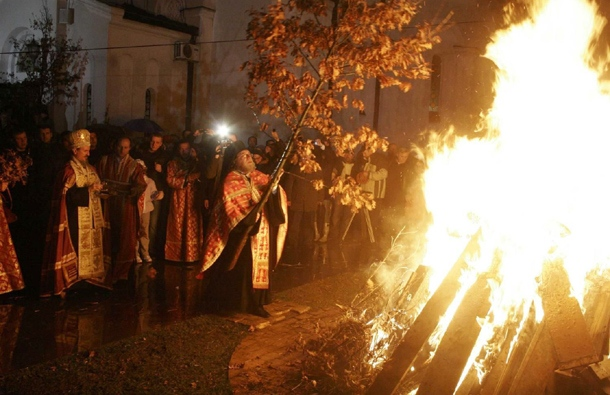
Chuẩn bị đốt badnjak trước Nhà thờ Thánh Sava ở Beograd

Badnjak (tiếng Serbia: бадњак) hay còn gọi là veseljak (весељак), là cành cây hoặc cây non được người Serb Chính thống giáo đốt trên lò sưởi trong đêm Giáng Sinh. Badnjak thường là cây sồi còn non thân thẳng được chặt vào sáng sớm ngày Giáng Sinh. Các công đoạn chặt, chuẩn bị, dựng đều trải qua những nghi thức phức tạp, khác nhau ở một số nơi. Đốt badnjak đi kèm với lời cầu nguyện cho năm mới được đầy đủ đồ ăn, hạnh phúc, tình yêu và tiền bạc. Badnjak được coi như một nhân vật; người ta mừng đón badnjak và dâng lễ như ngũ cốc, rượu và mật ong. Khi badnjak cháy trong lễ Giáng Sinh, vị khách đầu tiên sẽ dùng cành cây hoặc gậy đập lên với hàm ý hạnh phúc và công việc của gia đình sẽ tràn ngập như những tàn lửa tóe ra xung quanh badnjak. Do cuộc sống hiện đại không được đốt lửa trên lò nữa nên badnjak có thể chỉ còn là cây trang trí trong ngày Giáng Sinh.
Tục lệ đốt badnjak theo truyền thống dân gian là để kỷ niệm sự kiện tại Bethlehem, các mục đồng đã đốt củi để sưởi ấm cho hài nhi Giêsu mới sinh và mẹ Ngài. Badnjak cũng có thể coi là biểu tượng của thập giá mà Chúa Giêsu bị đóng đinh, còn ngọn lửa tượng trưng cho sự cứu rỗi theo niềm tin Cơ Đốc được tỏa ra qua sự kiện khổ hình đó. Các nhà sử học tôn giáo, ngữ văn và dân tộc học lại cho rằng người Serb thừa hưởng phong tục này từ tôn giáo tiền Cơ Đốc. Họ diễn giải badnjak là hiện thân của linh hồn cây cối hay như một vị thần qua lửa đốt chết đi rồi sống lại, và ban đất đai màu mỡ, sức khỏe, hạnh phúc cho gia đình đã hiến tế và cầu xin. Ngọn lửa badnjak tượng trưng cho ánh sáng Mặt Trời mang lại năng lượng sức sống cho năm mới. Một số dân tộc Nam Slav cũng có phong tục tương tự, một số vùng khác ở châu Âu cũng ghi nhận truyền thống đốt cây trong lễ Giáng Sinh.
Người Serb trước kia thực hiện phong tục badnjak ở trong nhà, sau chuyển thành nghi thức chung của cộng đồng bên ngoài từ thời Vương quốc Serbia. Khi ấy, binh lính vẫn thường đốt cây badnjak trong đêm Giáng Sinh tại doanh trại. Sang thời Vương quốc Nam Tư, nghi lễ badnjak được chuẩn hóa trong quân đội nhưng rồi kết thúc khi Chiến tranh thế giới thứ hai bùng nổ. Từ thập niên 1990, Giáo hội Chính thống giáo Serbia và các cộng đồng địa phương tổ chức lễ Giáng Sinh công cộng, badnjak giữ vị trí quan trọng trong buổi lễ. Vào dịp Giáng Sinh, dân chúng trong giáo xứ sẽ đốn cây và mang đến nhà thờ, đặt trước cổng, tại đó giáo sĩ sẽ làm lễ và ban phước. Buổi lễ kết thúc bằng hình ảnh tất cả mọi người vây quanh đống lửa.

## Lễ tại gia

### Chặt cây và chuẩn bị

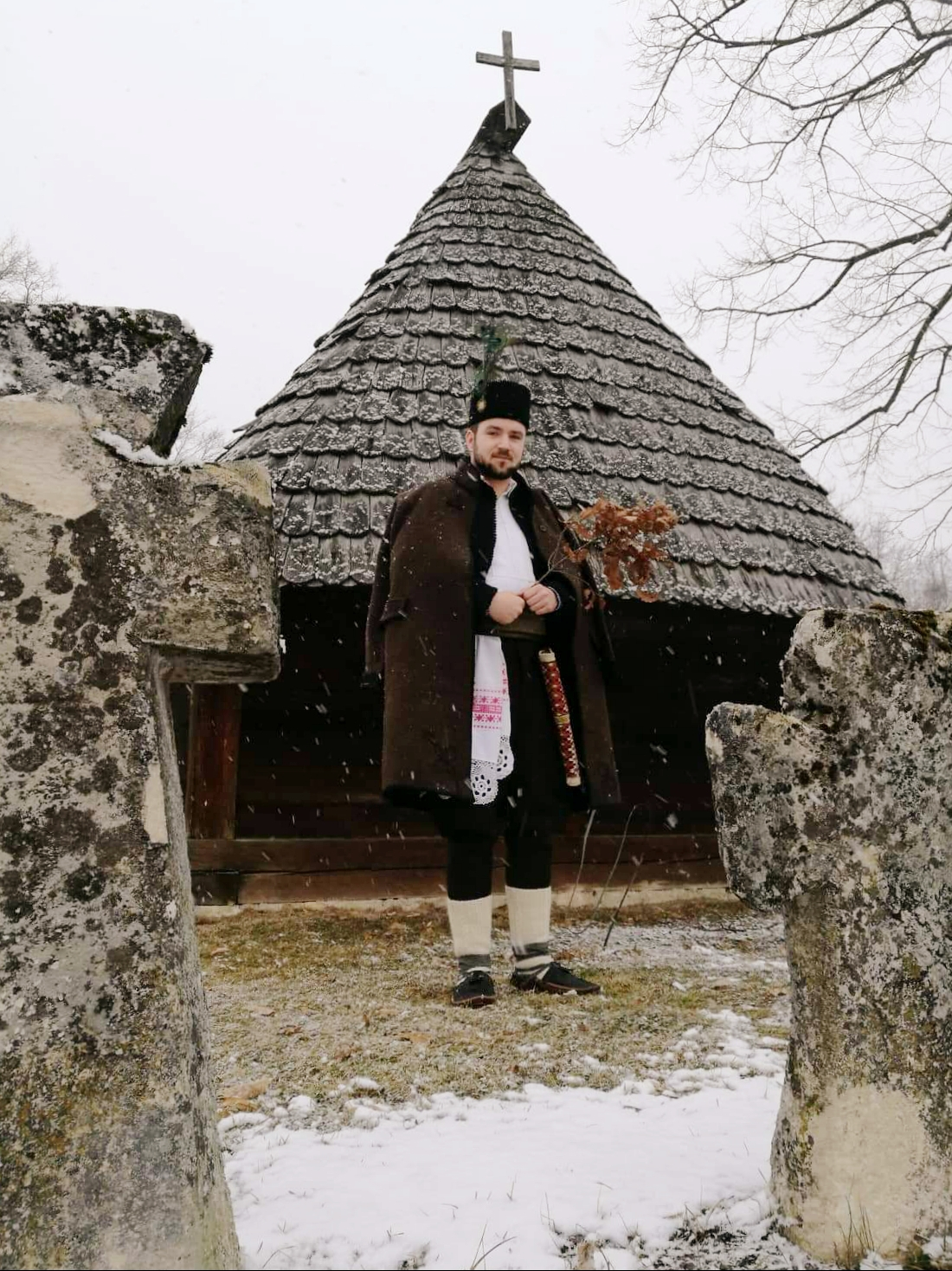
Badnjak

Sáng sớm trước ngày Giáng Sinh, thường là trước khi mặt trời mọc, chủ nhà cùng các đàn ông trong nhà vào rừng chặt cây badnjak. Khi khởi hành bắn súng trường hoặc ná cao su prangija làm hiệu. Cây cử thường được chọn làm badnjak, còn nếu không có sẵn thì có thể chọn sồi thay thế. Miền đông Serbia cũng có khi chọn các loại cây gỗ khác ít phổ biến hơn như dẻ gai, lê, mộc qua, bạch dương hay mận. Ở vùng duyên hải Montenegro nơi không có sồi thì thay thế bằng lấy ô liu, nguyệt quế, du hoặc thạch nam. Cây được dùng còn non, thẳng và không bị gãy dập. Chặt trộm cây trong rừng nhà khác sẽ có giá trị hơn là cây trong rừng nhà mình.

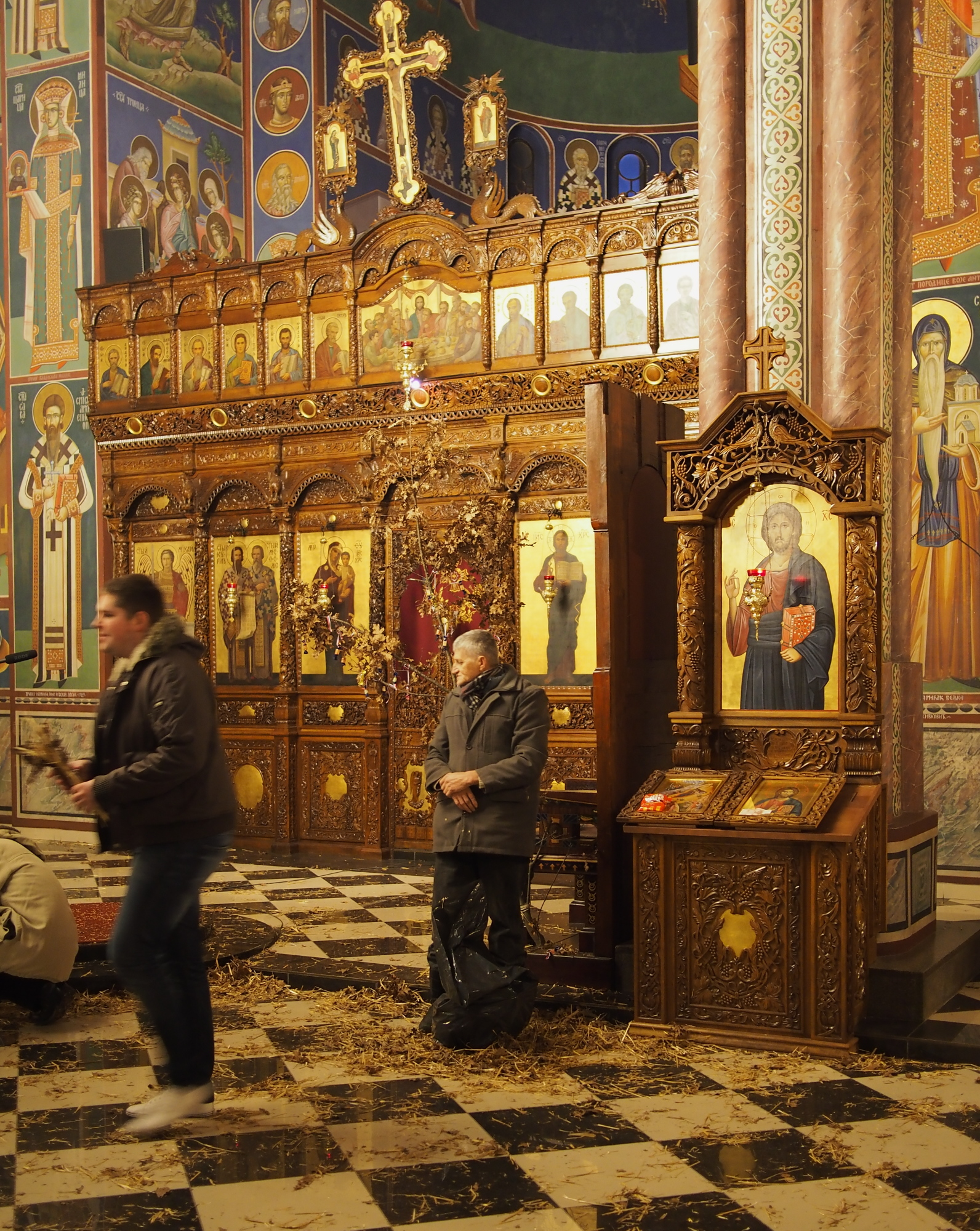
Mang cây badnjak vào trong nhà thờ

Ở một số nơi như Montenegro, mỗi hộ có thể chặt nhiều hơn một cây badnjak, số lượng tùy nơi, như bằng số lượng nam giới trong nhà cộng thêm một cây. Như vậy, mỗi người nam trong nhà sẽ có một cây, chủ nhà được cây to nhất, còn cây nhỏ nhất dùng để đốt chung. Ở Grblja phía tây nam Kotor, một cây badnjak từ sồi hoặc ô liu được cắt ra chia cho mỗi người trong nhà, ngoại trừ bà nội trợ. Thay vào đó, bà nhận được khúc cây nhựa điều gọi badnjačica (badjank cái). Ở vùng duyên hải Montenegro, tất cả các badnjak trong  nhà không nhất thiết phải cùng một loại cây gỗ.
Từ badnjačica cũng dùng để chỉ về khúc cây nhỏ hơn khi có hai khúc cây được chuẩn bị cho đêm Giáng Sinh. Tại Resava, badnjačica dùng để chỉ cây gỗ sồi Ý còn badnjak thì chỉ về cây gỗ từ sồi Thổ. Ở Zagarač miền trung Montenegro, cả badnjačica lẫn badnjak có thể đều chặt từ cùng một cây nếu cây đủ cao. Một số nơi lại còn có cả khúc cây thứ ba gọi là badnjačić (badnjak con). Đa số các nơi đều lấy cây còn non thân mảnh thì ở oblast Bukovica, Dalmatia, hai khúc gỗ có đường kính lên tới 30 đến 50 cm, kèm theo một khúc khác đường kính nhỏ hơn, thể hiện cho  ba ngôi. Một số nơi lại thay vì chặt cây tươi, họ lượm những cành khô về để làm badnjak.
Khi tìm được cây phù hợp, chủ nhà đứng trước cây và quay mặt về hướng đông. Sau đó rắc hạt lúa mì lên và cất tiếng: "Xin chào và chúc badnjak vui vẻ", làm dấu thánh, cầu nguyện và hôn cây (tùy vào phong tục mỗi địa phương mà có thể bỏ qua một số thủ tục). Người đó bắt đầu giải thích lý do mình sẽ chặt với badnjak, ví dụ như ở Levča, họ nói rằng: "Ta đến để mang mi về nhà, trở nên kẻ trung tín giúp đỡ mọi việc và thịnh vượng, trong nhà, trong chuồng, ngoài đồng và khắp mọi nơi". Người chủ dùng rìu chặt chéo xuống cây. Phong tục một số nơi cấm dùng tay không chạm vào badnjak nên người chặt cây phải đeo găng. Cây phải đổ về phía đông và không được đè lên cây cối xung quanh. Một số nơi quy định chỉ được chặt bằng ba nhát rìu, nếu vẫn không được thì phải dùng tay bẻ vặn nó ra. Chỗ bẻ gãy đó còn được gọi là phần "râu cằm" và được tạo ra cố ý rõ ràng. Một khi đã chặt xuống thì không được để lại mà phải mang về, nếu không badnjak sẽ nguyền rủa gia đình gặp xui xẻo.
Ở Šumadija, nửa ổ bánh mì được để lại trên gốc cây, nửa còn lại ăn trên đường đưa badnjak về nhà. Ở Zagarač, gốc cây bị chặt được phủ rêu hoặc lá khô, nếu sang xuân có chồi non nhú lên từ đó thì được coi là điềm may mắn hạnh phúc và thịnh vượng cho năm đó. Mảnh vụn cây khi chặt cũng được mang về nhà, đặt ở nơi mong muốn có sự sinh sôi trong năm tới như cạnh tổ ong, trong chuồng gà, hoặc thùng đựng sữa bò. Một số nơi đặt dưới đống men làm bánh để hi vọng mọi việc trong nhà sẽ nở dậy như men. Ở Semberija, một vụn gỗ được cho vào bột làm bánh tỏi, theo truyền thống là để "vì những con ong".
Badnjak thường được bỏ ngọn để không quá dài, chỉ khoảng 2,5 mét đổ lại để có thể vác được trên vai. Tùy phong tục mỗi nơi mà các cành có bị chặt bỏ hay không, sau đó người ta đặt badnjak thẳng đứng ngay cạnh cửa trước. Tại vùng duyên hải Montenegro, badnjak được trang trí bằng cành nguyệt quế, ô liu, dây thường xuân, trên ngọn có thể gắn hương thảo và vân sam, giữa cây và phía gốc là vòng hoa thường xuân, lụa hoặc len đỏ. Một số vùng miền đông Serbia và Kosovo có thể quấn chiếc áo của nam giới quanh badnjak. Tại Rađevina, badnjak được cắt thành ba phần, phần chính quan trọng nhất nằm ở phía gốc gọi là dozemak. Tại Resava, Levča, Temnić, Jadar ở Serbia cũng như România hay Ozren của Cộng hòa Srpska, badnjak được chia làm ba khúc tương ứng với nam giới, phụ nữ và trẻ em.

### Mang vào nhà và đốt
Tối đến, chủ nhà hoặc một người nam trưởng thành khác mang badnjak vào nhà; việc này gọi là badnjačar. Nếu có nhiều badnjak, khúc cây dày nhất được coi là cây chính và vào nhà đầu tiên. Bước chân phải qua ngưỡng cửa, người mang cây sẽ thay mặt badnjak nói: "Xin chào và chúc Giáng Sinh vui vẻ". Cả nhà liền trả lời: "Chúa ban cho anh tốt lành và may mắn" hoặc "Chúc may mắn cả trăm năm" hay "Chúa ban cho anh tốt lành, hạnh phúc và may mắn" cùng những lời chúc tương tự. Bà nội trợ lấy sàng sẩy bột lên badnjak. Ở Montenegro, badnjak vào nhà giữa hai phụ nữ cầm nến thắp sáng ở hai bên, hoặc nến đính ở hai bên thành cửa. Với tộc người Kuči, bà nội trợ mang ổ bánh mì ra để đón và chạm vào "râu cằm" badnjak.
Vào trong nhà, người mang badnjak đến lò sưởi, đặt lên đống lửa, dịch lên trên một chút để cầu mong cả nhà sẽ phát triển trong năm tới. Nếu có những cây còn lại thì các người nam khác trong nhà sẽ mang vào đặt song song hoặc vuông góc với badnjak chính. Với những nơi có cả badnjak và badnjačica thì sẽ đặt hai cây vuông góc, có khi bôi mật ong lên cây, đàn ông sẽ hôn badnjak còn phụ nữ hôn badnjačica. Ở Bukovica, hai khúc dày được đặt cạnh nhau, còn khúc mỏng hơn đặt lên phía trên (ba ngôi). Ở Hercegovina thế kỷ 19, những nhà lớn sẽ cho ba bốn đôi bò kéo badnjak vào, sau khi đặt lên lửa, bò sẽ ra khỏi nhà qua cửa sau.
Ngay trước hoặc sau khi badnjak vào nhà, rơm sẽ được rải khắp sàn nhà. Khi trải rơm, người ta cũng nói những lời chúc giống như khi rẩy bột lên badnjak. Người trải rơm vừa làm vừa bắt chước tiếng gà mái gọi con "Cục cục cục", còn lũ trẻ bắt chước tiếng gà con: "Chiếp chiếp chiếp". Tại Čečava miền bắc Cộng hòa Srpska, lũ trẻ nằm lăn xuống rơm, nhắm mắt và dùng miệng cắn lấy rơm đứng dậy. Đứa nào ngậm sợi rơm dài nhất được coi là có phúc trong năm mới. Tục lệ ở Risan thì người vừa trải rơm vừa phải kêu to lên rằng "Nơi nào có rơm là có vinh quang". Người ta ném vài nắm hạt óc chó vào đống rơm. Rơm được để như vậy cho đến ngày thứ ba của kỳ lễ Giáng Sinh thì sẽ được dọn và mang ra ngoài. Bó rơm được để vào nơi khô ráo để đốt vào Ngày Lễ Thánh George nhằm bảo vệ đồng ruộng mùa màng.
Phần đầu gần gốc của badnjak có ý nghĩa đặc biệt. Ở Montenegro, nó được coi là đầu badnjak và khi đốt phải quay về hướng đông. Ở miền trung Serbia thì phần đầu này phải nằm lộ ra ngoài đống lửa để tránh bị lửa bén trực tiếp vào. Gia đình gọi những người chăn gia súc trong nhà đến hôn lên phần đầu badnjak để mong cho đàn cừu sinh sôi trong năm mới. Ở Gruža, phần đầu badnjak được bôi mật ong, và lũ trẻ sẽ liếm lên đó. Ở phía đầu badnjak, gia đình có thể bày bánh mì, đường, rổ ngũ cốc, mật ong, bánh ngọt, rượu, muối, mận khô, ngũ cốc và táo. Tất cả người trong nhà sẽ đến hôn lên vết chặt ở đầu badnjak.
Chủ nhà lấy hũ rượu rưới vào badnjak; một số nơi còn rảy cả hạt lúa mì lên nữa. Rồi chủ nhà cầu nguyện: "Lạy Chúa, xin ban cho nhà này sức khỏe và niềm vui, cho chúng con lương thực và vườn nho, cho lũ trẻ chúng con khỏe mạnh, cho gia tăng sản nghiệp chúng con nơi đồng ruộng, kho chứa và chuồng gia súc!" hoặc "Chúc sức khỏe badnjak, tôi dâng lên người lúa mì và rượu vang, người hãy ban cho tôi phước lành và bình an!" cùng những câu tương tự. Sau đó, ông chúc mừng Giáng Sinh cho cả nhà mình, uống rượu rồi chia cho mọi người cùng uống theo thứ tự tuổi tác, nam rồi đến nữ. Ở Kuči, người ta đổ rượu lên "râu cằm" badnjak rồi cho một bé gái ngồi lên một lát, nhằm giúp đàn gia súc sinh sôi. Sau đó, cả nhà quây quần dùng bữa tối Giáng Sinh, theo truyền thống có đậu, cá, ngũ cốc, mật ong, cùng với rượu vang đỏ và bánh không men, bánh không được cắt bằng dao mà phải dùng tay bẻ.
Có một số luật lệ cần chú ý khi đốt badnjak. Dẫm lên hoặc nhảy qua badnjak, hay thổi vào ngọn lửa đều bị coi là tội lỗi. Không nên dịch chuyển badnjak khi đang cháy để tránh bị gãy, khúc badnjak rời ra chỉ nên do lửa cháy mà thôi. Không ai được ngủ quên trước khi badnjak cháy hết để tránh người trong nhà bị bất đắc kỳ tử trong năm tới.
Theo phong tục địa phương, thời khắc badnjak cháy rụi được đánh dấu rất long trọng. Người chủ gia đình hôn badnjak, rót rượu và bánh mì nướng lên badnjak. Mọi người thường đi ra sân và bắn chỉ thiên để ăn mừng. Chủ nhà có thể thưởng quà cho người đầu tiên nhìn thấy badnjak cháy rụi. Có hẳn một động từ riêng là preveseliti để dùng chỉ về badnjak cháy rụi thay vì động từ thông thường pregoreti. Sau khi đã preveseliti, một số nơi thì để lửa tắt nhưng những nơi khác thì đàn ông trong nhà phải túc trực bên lò sưởi để duy trì ngọn lửa.
Khi badnjak tắt lửa, phần đầu được lấy ra và dùng tùy theo mục đích của phong tục địa phương. Một số nơi đặt ở gần tổ ong hoặc trên cành mận hay táo non. Ở các nơi khác, nam giới sẽ gọt thánh giá từ đó, rồi gắn dưới hiên nhà hay các vị trí khác trong nhà, ngoài đồng, vườn nho, tổ ong,... mục đích cầu mong cho cả năm hạnh phúc và thịnh vượng. Một số ném dấu thập tự này lên mái nhà. Ở Kosovo, một khúc của badnjak được giữ lại để đốt tiếp vào đêm giao thừa hoặc lễ Hiển Linh. Cũng có thể nó được giữ lại tới Giáng Sinh tiếp theo để đốt trước khi có cây badnjak mới, coi như là biểu tượng của sự liên tục.
Lửa từ badnjak sẽ được giữ cho hết ngày Giáng Sinh, dù là cháy tiếp từ đêm hay được nhóm lại vào sáng sớm. Người khách đầu tiên viếng thăm gia đình hôm ấy rất quan trọng (giống như tục xông đất năm mới ở một số nơi). Người này thường là một nam thanh niên được chọn và mời trước đó, gọi là polaznik. Để không mời mà đến trước cả polaznik, người ta tránh tự ý đến nhà nhau vào dịp Giáng Sinh. Sáng sớm, polaznik đến nhà đó, bước vào bằng chân phải và cất tiếng chào: "Đấng Christ đã hạ sinh và chúc mừng Giáng Sinh", cả nhà đáp lại: "Quả thật Ngài đã giáng sinh". Một số nơi thì chuẩn bị trước cho cậu một cây gậy trước cửa nhà. Cậu mang nó vào lò sưởi, đập vào badnjak đang cháy để bắn ra các tia lửa và đọc thơ:
| Koliko varnica, toliko sreće u ovoj kući. Koliko varnica, toliko u domaćinskom džepu novaca. Koliko varnica, toliko u toru ovaca. Koliko varnica, toliko prasadi i jaganjaca. Koliko varnica, toliko gusaka i piladi, a najviše zdravlja i veselja. | Bao nhiêu tia lửa, bấy nhiêu hạnh phúc trong nhà này. Bao nhiêu tia lửa, bấy nhiêu tiền trong ví chủ nhà. Bao nhiêu tia lửa, bấy nhiêu cừu trên bãi. Bao nhiêu tia lửa, bấy nhiêu lợn con và chiên con. Bao nhiêu tia lửa, bấy nhiêu ngỗng và gà, và trên tất cả, ấy là sức khỏe và niềm vui. |  |

Từ ngữ có thể khác nhau nhưng về cơ bản đều mang ý nghĩa gợi lên hạnh phúc và thịnh vượng. Sau đó, cậu trai bỏ gậy xuống, dịch cây gỗ cháy một chút hàm ý là năm mới có sự tiến bộ, rồi ném một đồng xu vào lửa. Sau đó, cậu tham gia một số nghi lễ khác không liên quan đến badnjak. Cậu được tặng một ổ bánh ngọt hình tròn và món quà do gia đình chọn trước. Ngoài ra, phong tục dùng vật nuôi làm polzanik thay cho cậu trai trẻ vẫn tồn tại ở một số nơi cho đến nửa đầu thế kỷ 20. Tại Rađevina, chủ nhà sẽ mang một con cừu vào, đặt nó đứng giữa lò sưởi và chính mình, lấy cành cây cắt ra từ badnjak đập lên nó, cầu xin hạnh phúc, thịnh vượng và nói: "Chúng ta đã vượt qua một đám lửa và chẳng sợ gì đám khác." Hai vợ chồng chủ nhà hôn nhau phía trên con cừu và nói: "Cầu cho con cừu hôn những chiên con giống như chúng ta đã hôn nhau."
Ở một số nơi trong Vịnh Kotor, người ta không chỉ chuẩn bị badnjak vào đêm Giáng Sinh, mà cả trong đêm giao thừa, lễ Hiển Linh và lễ Thánh Sava. Ở Kuči, năm mới được gọi là Giáng Sinh của phụ nữ, nên mỗi nhà chuẩn bị số badnjačica bằng với số phụ nữ trong nhà.
Ở Jadra, tro than badnjak còn dùng để bói toán, tiên đoán số lượng các loại ngũ cốc và gia súc, dựa trên loại than còn hồng lâu nhất hay số lượng tro còn lại. Một số nơi tin rằng sẽ thu được nhiều mật ong nếu badnjak tự nổ bắn ra các tia lửa. Người ta đặt tro than lên các cành cây ăn trái, hoặc đặt cành badnjak vào cây ăn trái còn non. Tro được ném lên cây trồng ngoài vườn, trộn nấu với cám cho gia súc gia cầm ăn. Thậm chí còn giữ tro lại để pha nước uống trị đau đầu. Còn rất nhiều tục lệ liên quan đến badnjak được ghi chép lại.

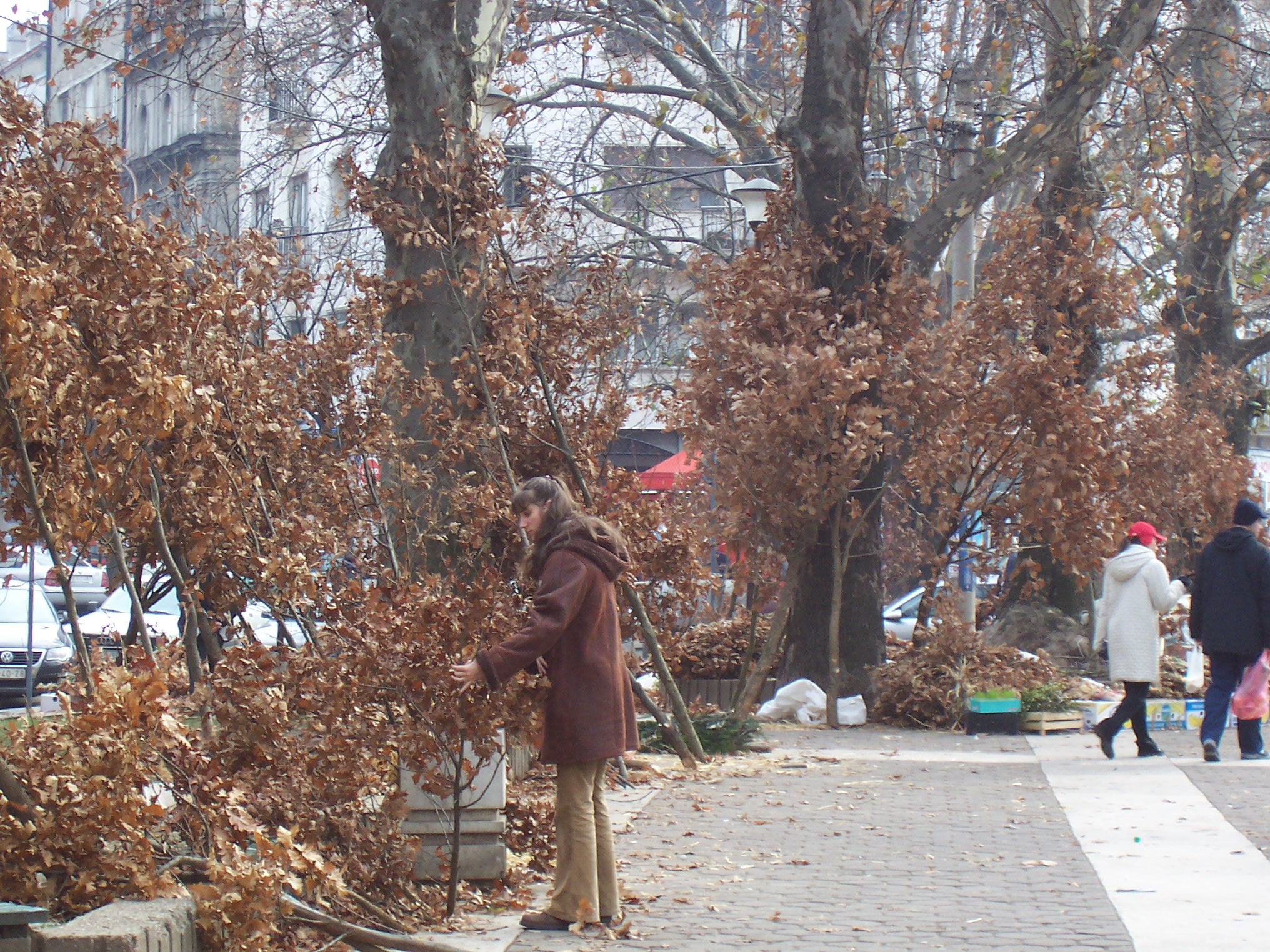
Bày bán badnjak tại chợ Kalenića ở Beograd

Truyền thống badnjak cổ xưa có nhiều phiên bản mới thích nghi với cuộc sống hiện đại. Nhà ngày nay thường không còn lò sưởi lửa để đốt badnjak, nên có thể tượng trưng bằng vài cành sồi đặt cạnh lò nướng, một số người cũng có thể đốt lửa trong lò. Một số người chặt badnjak thành những mảnh nhỏ cho vừa vào lò. Tuy nhiên, phổ biến nhất là dùng một cành sồi trang trí nhà cửa vào ngày Giáng Sinh. Nó được giữ trong nhà cho đến Giáng Sinh tiếp theo thì được thay thế bằng một cành cây mới. Những cành badnjak nhỏ này có thể mua được trong các chợ tại thành phố hoặc lấy từ nhà thờ. Thông thường, cành sồi sẽ được bó quanh bằng vòng giác mộc và một ít rơm.
Việc giữ cây badnjak có thể coi là điều cơ bản nhất mà một gia đình Serbia thể hiện tôn kính truyền thống dân tộc mình. Trong sử thi Gorski vijenac của Njegoš, Vojvoda Batrić kêu gọi vua quan Hồi giáo Montenegro quay về với dân tộc Serb và Cơ Đốc giáo: "[...] Hãy đập bỏ tháp và nhà thờ Hồi giáo đi, rồi làm hai chuyện vinh dự là chuẩn bị cây badnjak Giáng Sinh và vẽ trứng Phục Sinh, ta đã kiêng ăn cho tất cả các ngươi đó". Njegoš mô tả không khí lễ hội quanh việc đốt badnjak qua lời một trong những nhân vật chính là viện phụ Stefan:
| Vatra plama bolje nego igda, prostrta je slama ispred ognja, prekršćeni na ognju badnjaci; puške puču, vrte se peciva, gusle gude, a kola pjevaju, s unučađu đedovi igraju, po tri pasa vrte se u kola, sve bi reka jednogodišnici; sve radošću divnom naravnjeno. A što mi se najviše dopada, što svačemu treba nazdraviti! | Lửa cháy đượm hơn bao giờ, rơm rải ra trước lửa, cây badnjak đặt chéo trên lửa; súng bắn, bột quay, vĩ cầm vang lên, chiến xa hát, ông bà nô đùa cùng con cháu, ba đời cùng nhảy điệu kolo vòng tròn, tất cả như cùng tuổi; tất cả cùng vui. Và điều ta thích nhất, nâng cốc cùng mọi người! |  |

Phong tục badjnak tại nhà cũng được nhà khoa học Nga Pavel Rovinsky ghi chép lại khi khảo cứu về dân tộc học Montenegro.

## Lễ hội công cộng

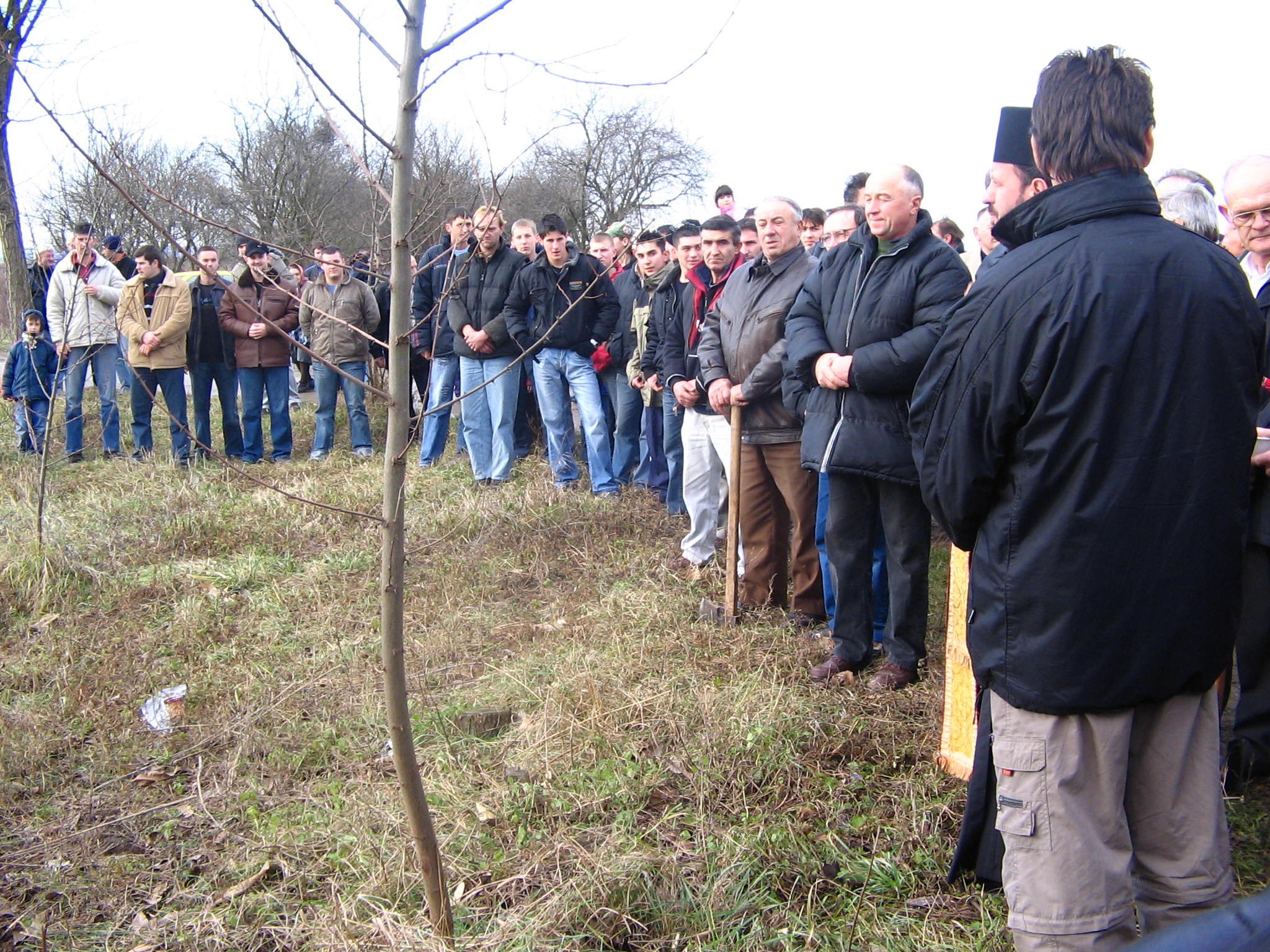
Chặt badnjak ở làng Tovariševo

Phong tục badnjak lúc đầu chỉ diễn ra trong gia đình đã dần chuyển thành nghi lễ chung của làng xóm. Dưới thời Vương quốc Serbia, nghi lễ này lần đầu được tổ chức trong doanh trại, giúp binh lính đóng quân vào dịp Giáng Sinh được hưởng không khí lễ hội một cách đơn sơ. Sang thời Vương quốc Nam Tư, tục badnjak được chuẩn hóa thành nghi thức quân đội và tiếp tục thực hiện. Trong ngày Giáng Sinh, một sĩ quan được chọn ra chỉ huy các đơn vị đồn trú thành một đám rước long trọng trên lưng ngựa với âm nhạc đi kèm. Dân thường và những người thuộc tổ chức dân sự cũng được tham gia đám rước tới khu rừng gần nhất để lấy badnjak. Họ chặt một lượng cây đã tính từ trước, dành cho hoàng cung, cho gia đình các quan tướng, cho chỉ huy cao tuổi nhất trong đồn, và cho từng chỉ huy đoàn quân riêng. Khi badnjak về đến doanh trại sẽ có diễn văn chào đón.
Số lượng dân sự tham gia lễ rước Giáng Sinh quân sự tăng dần theo năm, nên dần trở thành một lễ hội quốc gia. Vào thập niên 1930, tục đặt badnjak đã trở thành một nghi thức cung đình. Đại diện quân đội sẽ tiến hành nghi thức trong một căn phòng hoàng gia có lò sưởi, nhà Karađorđević giữ vai trò chủ nhà. Cuối thập niên 1930, ở một số vùng của Vương quốc Nam Tư, chủ yếu tại Vojvodina và Montenegro, badnjak được đặt giữa quảng trường hoặc ngã tư đường chứ không nằm trong doanh trại nữa. Một linh mục sẽ chủ trì trước mặt quân đội và dân thường. Tập tục này tượng trưng cho khối đại đoàn kết nhà nước, nhà thờ và dân chúng, nhưng việc này chấm dứt khi Chiến tranh thế giới thứ hai bùng nổ.
Trong thời kỳ xã hội chủ nghĩa Nam Tư, các nghi lễ tôn giáo bị đàn áp. Vào giữa thập niên 1980, nghi thức tôn giáo theo phong cách mới được tái lập trong nội bộ gia đình, rồi dần sau đó mới xuất hiện nơi công cộng. Đầu thập niên 1990, Giáo hội Chính thống giáo Serbia và các cộng đồng địa phương đã tổ chức lễ Giáng Sinh công khai, thường gồm ba phần cơ bản: chuẩn bị, nghi lễ và phần hội vui. Công tác chuẩn bị bao gồm đi chặt badnjak, đưa đến cổng nhà thờ, trang hoàng và các việc khác để vào lễ. Nghi lễ bao gồm phần thờ phượng buổi tối, đặt badnjak lên đống lửa trước cổng nhà thờ, ban phúc hoặc thánh hiến badnjak, có chương trình hát lễ và ngâm vịnh. Một số nơi không đốt ở cổng nhà thờ mà tại những nơi phù hợp trong làng hay thị trấn. Phần hội vui mừng sẽ tập hợp tất cả mọi người cùng quây quần bên đống lửa. Lễ hội sẽ có những khác biệt tùy theo truyền thống các vùng khác nhau.

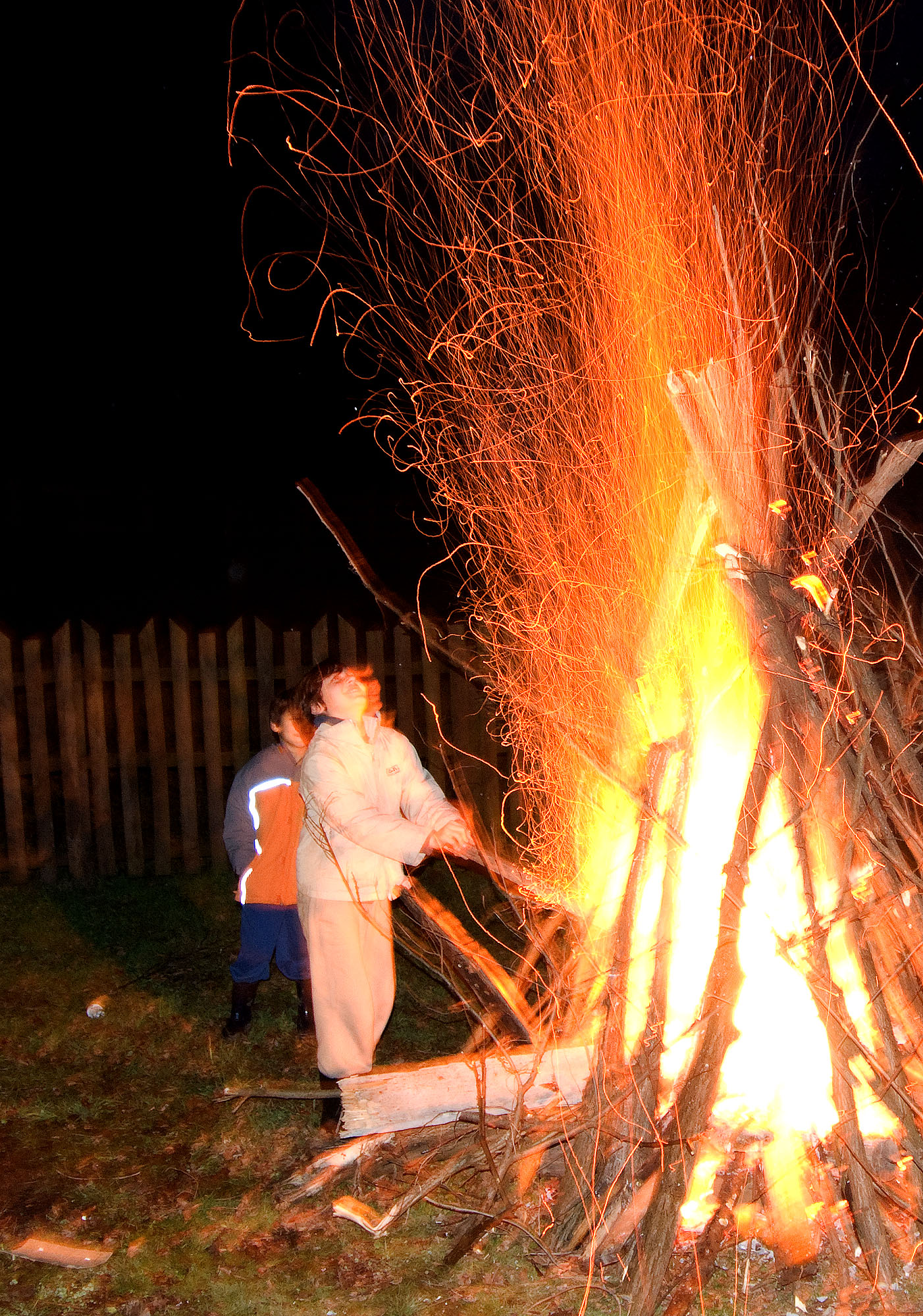
Đốt badnjak ở cổng nhà thờ làng Jablanica

Hoạt động chính của phần chuẩn bị là đi lấy badnjak. Việc này có thể do một người thực hiện, nhưng thường thì tổ chức thành một đám rước có cả ngựa, xe đi cùng. Badnjak được chọn thường là cây sồi hoặc cử cao, còn lá khô. Có thể họ chặt một cây, nhưng đôi khi cũng là ba cây tượng trưng cho Chúa Ba Ngôi. Một số nghi thức dân gian có thể được thực hiện khi chặt cây. Một lượng lớn cành badnjak nhỏ thường được chuẩn bị trước và phát cho tín hữu tập trung tại cổng hay trong nhà thờ. Một số nơi có nghi lễ rước badnjak về trên xe hàng. Tới nhà thờ cũng vậy, có thể chỉ cần đặt trước cổng không cần bất kỳ nghi thức nào nhưng phong tục ở một số vùng Cộng hòa Srpska và Vịnh Kotor thì việc này cũng thành sự kiện náo nhiệt.
Phần lễ là hoạt động chính. Đầu tiên là lễ thờ phượng buổi tối, thời gian và sắp xếp tiết mục trong lễ khác nhau tùy từng nơi. Có những nơi vào cuối lễ, bánh kẹo được ném lên rơm rải trên nền nhà thờ, còn lũ trẻ nhảy vào lượm nhặt. Việc đặt badnjak lên đống lửa trước cổng nhà thờ thường được thực hiện sau khi đọc kinh, do linh mục hoặc những giáo dân đáng kính đảm nhiệm. Trước đó, badnjak có thể được rước quanh nhà thờ. Nếu có nhiều badnjak thì chúng được xếp thành hình thập giá. Rồi đến lượt tất cả mọi người đặt những cành badnjak nhỏ của mình. Linh mục sẽ thực hiện nghi thức thánh hóa hoặc ban phúc cho badnjak, rẩy hạt lúa mì lên, đốt badnjak trong khi hát thánh ca chúc mừng Giáng Sinh, rồi rót rượu vang hoặc mật ong lên, và có bài cầu nguyện dành riêng cho dịp này. Một số nơi, nghi thức thánh hóa thực hiện bằng cách rẩy nước phép, trước hoặc sau khi đặt badnjak vào để đốt, nên tùy vào thứ tự mà tiến hành ở trong hay nơi cổng nhà thờ.
Phần nghi lễ kết thúc bằng một bài giảng ngắn của linh mục cùng một vài tiết mục kéo theo, thường là ca đoàn hoặc nghệ sĩ hát thánh ca về Giáng Sinh và badnjak. Ở Montenegro, vĩ cầm tấu lên để hát 10 điệu khúc dân gian. Tiếp theo là phần hội: mọi người quây quần bên đống lửa, uống rượu hoặc trà nóng, một số nơi còn có đồ ăn kiêng vì mùa chay Giáng Sinh còn tiếp diễn đến ngày Giáng Sinh hôm sau. Khi đã xong, mọi người mang các cành badnjak nhỏ về nhà và giữ cho đến Giáng Sinh năm tới.
Trong hoàn cảnh Nam Tư xã hội chủ nghĩa đàn áp phần lớn các hoạt động tôn giáo công cộng kéo dài đến tận đầu thập niên 1990, những người Serb di cư và con cháu họ tại Hoa Kỳ vẫn giữ được các nghi lễ này. Badnjak được thực hiện tại các nhà thờ Chính thống giáo Serbia ở Hoa Kỳ từ lúc ấy cho đến ngày nay.

## Ý nghĩa diễn giải

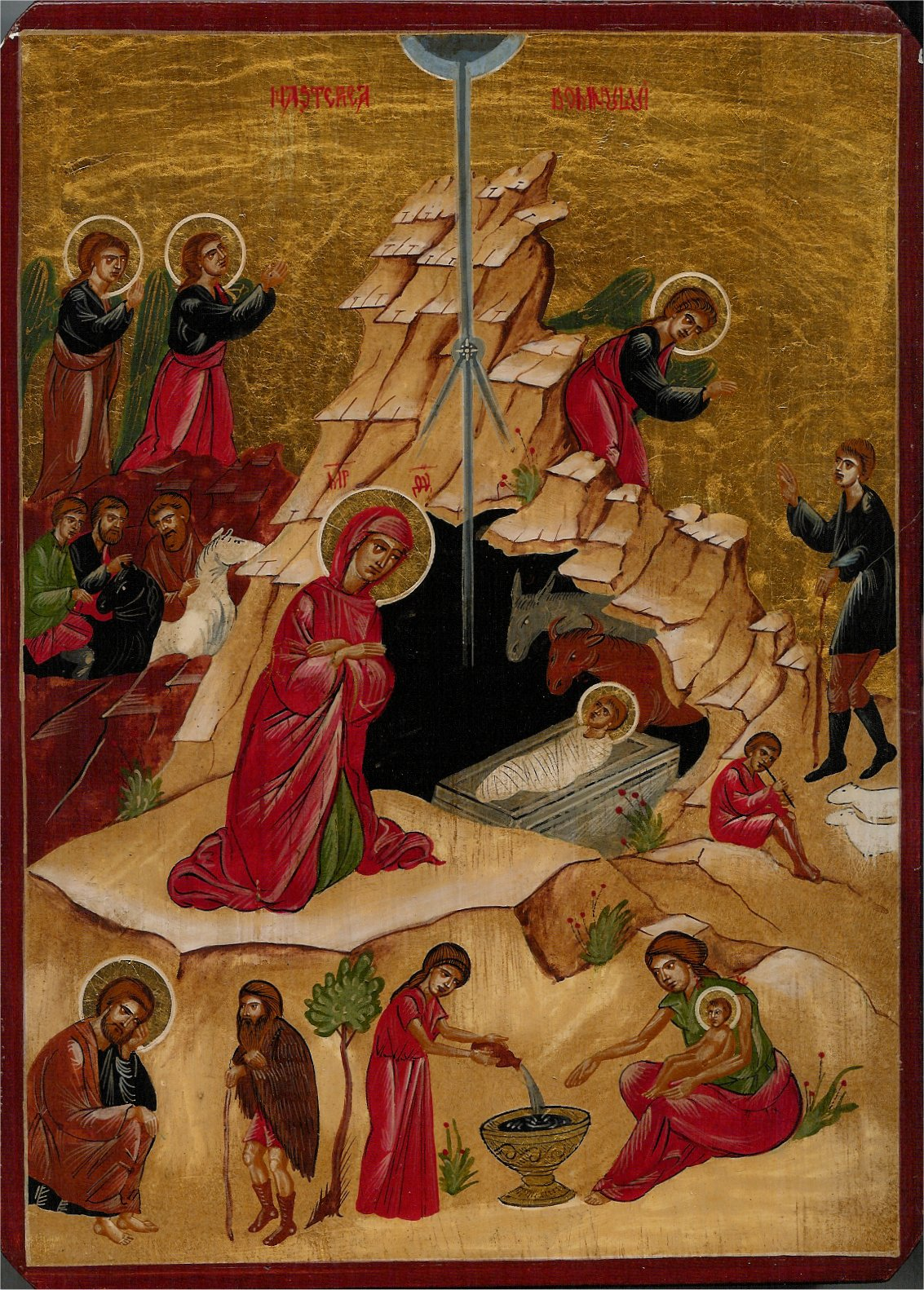
Biểu tượng Giáng Sinh. Ở giữa là Đức Mẹ và hài nhi Giêsu nằm trong máng cỏ nơi hang đá. Bên phải là hai mục đồng, một người ngồi và chơi cùng đàn chiên.

Theo giáo hội, nguồn gốc badnjak được giải thích bằng những sự kiện liên quan đến sự Giáng Sinh của Chúa Giêsu. Căn cứ vào Lu-ca 2:1–20, Đức Mẹ Đồng Trinh sinh hài nhi Giêsu tại Bethlehem, quấn khăn và đặt vào trong máng cỏ. Theo truyền thống, máng cỏ nằm trong một hang đá gần Bethlehem. Một thiên thần xuất hiện vào báo cho những mục đồng rằng Đấng Cứu Thế đã ra đời. Đến Bethlehem, các mục đồng thấy hài nhi nằm trong máng cỏ như lời thiên thần báo tin. Dân gian cho rằng các mục đồng đã chặt cây mang vào hang để đốt lửa sưởi ấm cho bà Maria và con trẻ mới sinh. Như vậy, badnjak dùng để kỷ niệm lại sự kiện này.
Một trong những lời cầu phúc badnjak do các linh mục đọc, badnjak được coi là biểu tượng thập tự giá của Chúa Giêsu và cũng nhắc nhớ về sự kiện Giáng Sinh. Trong đó, các mục đồng khi đến thờ lạy Chúa đã lấy củi đốt để sưởi, đồng thời loan báo cho nhân loại về khổ hình Ngài chịu trên thập tự.
Các sử gia tôn giáo, ngôn ngữ học và dân tộc học cho rằng phong tục badnjak bắt nguồn từ tôn giáo Slav cổ. Sử gia tôn giáo Serbia Veselin Čajkanović viết rằng trong tín ngưỡng tiền Cơ Đốc của người Serb, có những cái cây là nơi trú ngụ của thần linh hoặc thậm chí chính nó cũng là một vị thần. Điều này thể hiện qua badnjak, khi người ta chào và cầu xin với badnjak, dâng tế lễ lên cho badnjak, một đối tượng có thân vị chứ không chỉ là cái cây đơn thuần.
Badnjak có thể hiện thân cho linh hồn cây cối, người ta dâng lễ để mong đồng ruộng tốt tươi, gia đình được sức khỏe và hạnh phúc. Đốt badnjak tượng trưng cho ánh sáng mặt trời và nhằm cung cấp năng lượng sống ấm áp của mặt trời cho năm mới. Đốt badnjak là sự kết hợp của tục thờ cây cối với tục thờ lửa. Čajkanović coi badnjak tiền Cơ Đốc là một thần linh chết qua lửa thiêu rồi sống lại, giống như Attis, Osiris, Adonis và Sandan. Čajkanović cũng đề xuất rằng hình thánh giá ở phần cuối gốc badnjak có nguồn gốc từ hình tượng tiền Cơ Đốc tương đương như lari trong thần thoại La Mã, hình thập tự giá đã nhân cách hóa thần tượng chứ không phải xuất phát từ Cơ Đốc giáo. Badnjak thường làm từ cây sồi, đây cũng là loài cây thiêng trong tôn giáo Slav cổ, gắn liền với vị thần tối cao Perun.
Tín ngưỡng về linh hồn tổ tiên bảo vệ cho gia đình, cư ngụ nơi bếp lửa hay lò sưởi có ở nhiều dân tộc, trong đó có cả người Slav. Tục thờ lửa được ghi nhận trong tôn giáo Slav cổ được chuyển thành ý niệm tôn thờ vị trí lò sưởi trong nhà, rồi cùng kết hợp với tín ngưỡng thờ tổ tiên. Tục tế lễ cho lửa còn rơi rớt lại qua hình ảnh cậu trai trẻ ném đồng xu vào đống lửa sau khi đập vào badnjak. Lửa lò sưởi này không được truyền cho bất cứ ai trong dịp Giáng Sinh. Theo Čajkanović, tục kiêng kỵ này là tín ngưỡng dân gian cho rằng linh hồn tổ tiên đang đi lại trong nhà. Bữa tối Giáng Sinh thực chất là để mời tổ tiên cùng dự với con cháu. Các linh hồn tổ tiên tụ tập trong nhà nhiều hơn thường ngày, đặc biệt trên đám rơm trải trên sàn hay trên lò sưởi. Nếu ai lấy lửa từ lò sưởi đi, các linh hồn đang ở đó có thể bị cuốn đi và gia đình sẽ mất đi sự bảo hộ của những linh hồn đó.
Người Slav đúc kết lại những nguyên nhân để không cho lửa như "để hạnh phúc không bị lấy ra khỏi nhà", "vì mùa màng tốt hơn", "vì đàn ong". Ý nghĩa "vì đàn ong" được Čajkanović giải thích với bằng chứng trong tôn giáo Serb cổ, ong được coi là loài côn trùng thánh khiết và linh thiêng, linh hồn tổ tiên có thể ngự trong chúng.
Nhà ngữ văn Nga Vladimir Toporov còn cho rằng việc chặt badnjak là sự tái hiện lại trận chiến thần thoại khi mà Božić Trẻ giết cha mình là Badnjak Già. Các ca khúc mừng Giáng Sinh của người Serb có nhắc đến hai nhân vật này. Theo Toporov, Badnjak Già là sự nhân cách hóa của ngày cuối năm thể hiện sức mạnh hỗn mang đạt đỉnh điểm, còn Božić Trẻ nhân cách hóa ngày đầu năm, dựng lên trật tự vũ trụ mới. Rất có thể cả hai đều bắt nguồn từ hai tuyến nhân vật trong thần thoại giết rồng tiền Ấn Âu: rồng và kị sĩ giết rồng. Nếu giả thuyết này có cơ sở, thì Badnjak Già sẽ có thể đồng nhất với con rồng Ahi Budnja trong Kinh Vệ-đà bị thần Indra giết chết; hay như rồng Python bị thần Apollo giết trong thần thoại Hy Lạp. Tất cả những từ badnjak, budnja, python đều có nguồn gốc Ấn-Âu *bhudh-, nghĩa là nền tảng, độ sâu, đáy.
Nhà ngữ văn Nga Boris Uspensky lại so sánh hai badnjak già trẻ này với hai cha con Nikola trong truyền thống Đông Slav. Thánh Nikola thành Myra được giáo hội lễ kính vào ngày 6 tháng 12, còn ngày mùng 5 thì được coi là ngày dành riêng cho "cha" của Thánh Nikola. Văn hóa dân gian Đông Sav miêu tả Thánh Nikola là người bảo trợ cho thường dân, nông nghiệp, gia súc; gắn liền với sự giàu có, màu mỡ phì nhiêu và sinh sôi. Uspensky chứng tỏ rằng vị thánh này thừa hưởng các đặc tính của thần rồng Volos vốn được người Đông Slav tôn thờ trước khi tiếp nhận Cơ Đốc giáo. Đối thủ của Volos là thần sét Perun được phản ánh qua nhân vật cha Thánh Nikola.
Nhiều truyền thuyết kể về cuộc đối đầu giữa hai cha con Nikola. Mối liên hệ Badnjak Già-Božić Trẻ với Cha-Con Nikola có thể xem xét qua thực tế ở nhiều vùng Đông Slav, các phong tục Giáng Sinh (Božić) được chuyển hóa từ tục thờ Nikola. Tuy nhiên vẫn có mâu thuẫn khi đối chiếu hai cặp hình mẫu này, đó là ở một hình mẫu, người cha xuất phát từ rồng thần thoại, người con là đối thủ, còn ở hình mẫu kia vị trí đó lại bị tráo đổi ngược lại. Theo Uspensky, sự đảo ngược này thể hiện ở phong tục một số nơi, ngày "cha" Nikola lại sau Ngày Lễ Thánh Nikola, chứ không phải trước như thông thường. Trong ý nghĩa này, "rồng" (Nikola) xuất hiện trước "kẻ giết rồng" (cha của Nikola) giống như Badnjak Già-Božić Trẻ.
Nhà dân tộc học và nhân chủng học Serbia Petar Vlahović cho rằng danh từ badnjak và dạng tính từ badnji bắt nguồn từ động từ bdeti có nghĩa là thức, theo phong tục mọi người phải (thay phiên) thức trong đêm Giáng Sinh. Nhà ngôn ngữ học và triết học Vuk Stefanović Karadžić cũng đề xuất cách giải thích tương tự.

## Dấu vết phong tục của người Serb Hồi giáo
Nhà sử học Ivan Jastrebov viết rằng những người Hồi giáo sống ở Opole (gần Prizren) vẫn giữ các phong tục của dân Serb, dù nhóm Kukli-beg tìm mọi cách xóa bỏ hết những phong tục đó. Khoảng 30 năm trước khi ông viết về người Opole, họ vẫn chuẩn bị badnjak chu đáo. Phong tục này chỉ còn là đặt chéo badnjak khi đốt chứ không thành hình thập tự nữa. Sau khi cải sang Hồi giáo, người Opole chỉ đốt badnjak mà không có các nghi thức kèm theo. Người Hồi giáo Albania vẫn gọi badnjak và badnjačica là palibožić, từ này bắt nguồn tiếng Nga có nghĩa từ bozhok (chúa nhỏ) và paliti (đốt). Người Opole và Gora cuối cùng mất phong tục này vì vào mùa đông không còn người nam nào biết cách thực hiện giống như thuở trước, thời điểm ấy họ thường đến Rumelia, Epirus, Bulgaria và Serbia để kiếm sống. Những người Gora già cả thì vẫn nhớ có phong tục này do tổ tiên truyền lại.

## Phong tục tương tự ở châu Âu

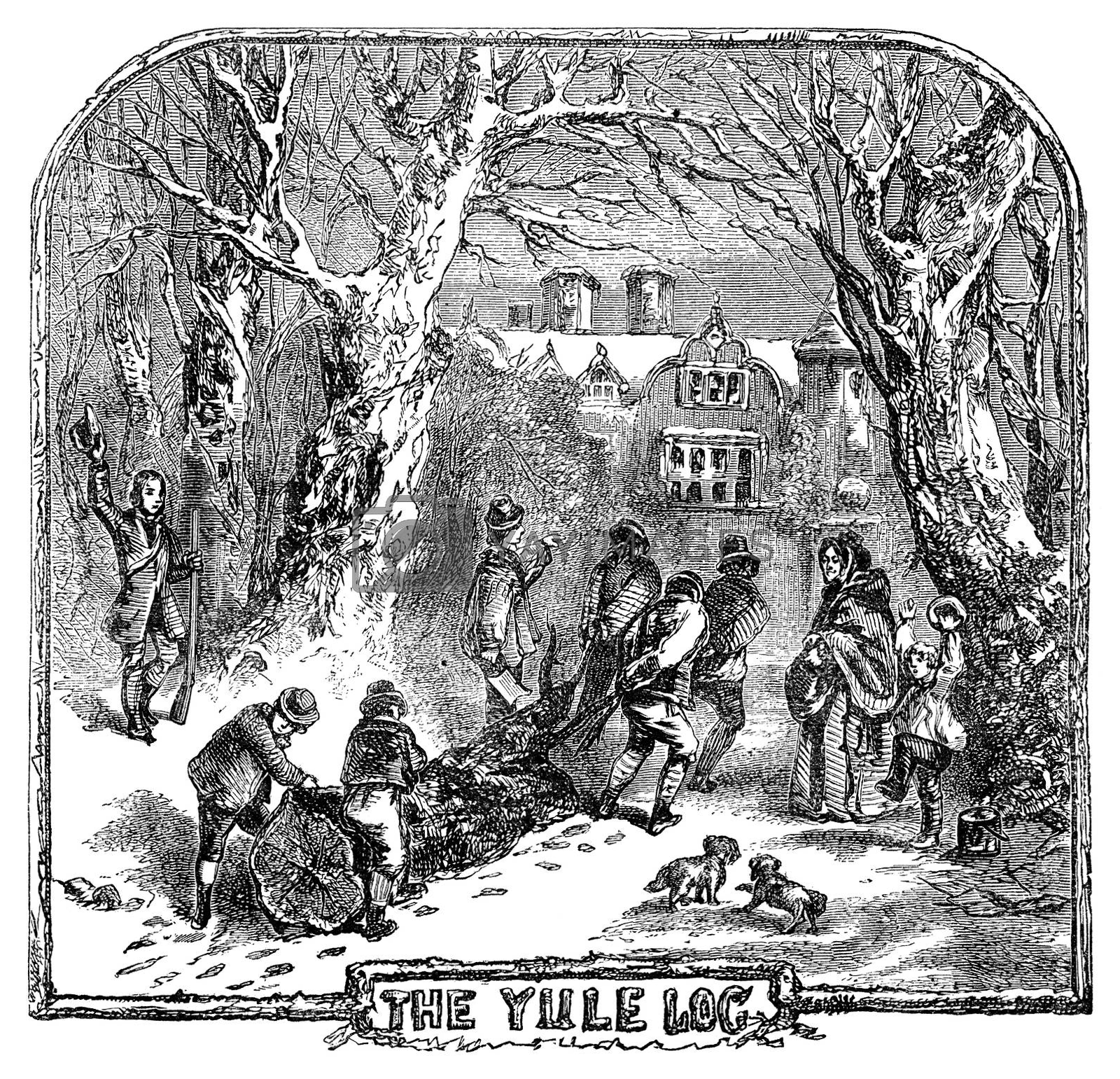
Kéo khúc gỗ Yule về nhà (tranh khắc gỗ thế kỷ 19 ở Anh)

Nhiều vùng khác nhau tại châu Âu cũng có truyền thống đốt củi trên lò sưởi vào dịp Giáng Sinh. Thi sĩ Robert Herrick ở Anh thế kỷ 17 viết "that sweet luck may come while the log is a-teending" (may mắn ngọt ngào đến khi đốt khúc cây) khi đốt khúc cây Yule. Các địa phương ở Pháp gọi khúc cây Giáng Sinh là chalendal, calignaou, tréfoir và tréfouet. Người Provence lại chặt cây ăn trái, cả nhà cùng mang cây vào đồng thời hát khúc ca cầu xin gia đình được phúc, phụ nữ sinh con, cùng dê con, chiên con đầy đàn, lương thực và rượu nho dư dật. Trước khi đốt củi, người con út sẽ rưới rượu lên trên. Nhiều vùng ở Ý cũng có tục này. Ở Toscana, Giáng Sinh được gọi là Festa di Ceppo nghĩa đen là "lễ hội khúc cây". Ở Val di Chiana, lũ trẻ bị bịt mắt và lấy gậy đập vào khúc cây đang cháy. Đức và Bắc Âu cũng có phong tục về cây Giáng Sinh. Đêm Giáng Sinh ở Thüringen, cả nhà sẽ đặt Christklotz (khúc cây Đấng Christ) vào lò trước khi đi ngủ, như vậy nó có thể cháy suốt đêm.
Người Croat cũng có phong tục giống badnjak là những cây sồi Thổ hay phỉ dài đến hai mét với nhiều chùm hoa đuôi sóc, dùng để trang trí ngày Giáng Sinh đặt ở cửa, dưới hiên hoặc trên mái. Hoặc ba khúc cây sồi đốt trong lò sưởi đêm Giáng Sinh. Ở một số nơi lại có biến thể là khúc gỗ khắc hình thập tự giá rồi đốt trong bếp vào đêm Giáng Sinh. Ở Bulgaria thì gọi là badnik (бъдник), người nam trẻ nhất trong nhà vào rừng chặt cây sồi, du hoặc lê. Cây được mang vào nhà đục một lỗ ở đầu để đổ rượu, dầu và nhũ hương vào rồi dùng vải lanh trắng quấn bịt lỗ đó lại, rồi đốt trên lò sưởi.
Vào đêm Giáng Sinh, người Hy Lạp đốt một khúc gỗ lớn và cho cháy âm ỉ trên lò sưởi cho đến tận Lễ Hiển Linh. Việc này nhằm bảo vệ chống lại quỷ sứ Kallikantzaros (tiếng Hy Lạp: Καλλικάντζαροι), người ta tin rằng chúng ra khỏi hang ổ vào ban đêm giữa 12 ngày từ Giáng Sinh đến Lễ Hiển Linh để tấn công và hãm hại con người. Lửa và khói từ khúc gỗ có tác dụng ngăn lũ Kallikantzaros vào nhà qua đường ống khói.
Tục đốt khúc cây trong đêm Giáng Sinh cũng có ở Albania gọi là buzm. Khi buzm được đưa vào sân, một người nhà sẽ đến trước cửa, hô tên chủ nhà, và báo rằng buzm sẽ đến và mang theo nhiều điều kỳ diệu. Chủ nhà sẽ nói "Chào mừng!" rồi diễn ra nghi thức rước buzm vào, cả nhà bày tỏ lòng kính trọng trước buzm. Sau đó, họ đặt khúc cây lên lò sưởi cùng với một phần đồ ăn thức uống có sẵn, rồi thiêu chung tất cả trong lò.